# 盧雍 (正德進士)
盧雍（1474年—？），字師邵，號古園，直隸蘇州府吳縣人，民籍，明朝政治人物。

## 生平
正德五年（1510年）庚午科應天府鄉試第一百二十一名舉人。正德六年（1511年）中式辛未科會試第五十八名，登第二甲第七十一名進士。授河南道監察御史。十年巡按直隶，十三年巡按四川，十六年正月升四川按察司提学副使。

## 家族
曾祖盧立；祖父盧士誠；父盧綱，母陳氏；繼母吳氏。具庆下。弟盧襄。弟盧襄，嘉靖二年进士。